# 兼房光
兼房 光（かねふさ ひかる、1973年 - ）は、日本の漫画家、イラストレーター。東京都葛飾区在住。以前は漫画家うすね正俊のアシスタントとして従事。

## 作品リスト

### 漫画
- 機動戦士ガンダム MSV-R アクショングラフィック編 (2012年 - 、ガンダムエース連載)

### イラスト

#### 連載
- 機動戦士ガンダム MSV-R (2009年 - 、ガンダムエース連載、挿絵イラストを担当)

#### ゲーム
- 獣神伝 アルティメットビーストバトラーズ (2007年、コナミ、ニンテンドーDS用ゲームソフト)
- 他

#### 書籍
- 『Photoshop CG 速攻レッスン』(2003年、工学社、イラストと作例)
- 『Painter 8 デジタル・イラストレーション』(2003年、工学社、イラストと作例)
- 『SF Japan 2006 AUTUMN』(2006年、徳間書店、小説の挿絵)
- 『SF Japan 2007 SPRING』(2007年、徳間書店、イラストエッセイ)
- 『ハイパーウェポン 2008 狂気の現風景- そして真実』(2008年、モデルアート社、イラストと対談)
- 『SF Japan 2009 SPRING』(2009年、徳間書店、小説の挿絵)
- 『ハイパーウェポン 2009 宇宙戦艦と宇宙空母』(2009年、モデルアート社、イラストと対談)
- 他